# العلاقات الكيريباتية اللاتفية
العلاقات الكيريباتية اللاتفية هي العلاقات الثنائية التي تجمع بين كيريباتي ولاتفيا.

## مقارنة بين البلدين
هذه مقارنة عامة ومرجعية للدولتين:
| وجه المقارنة                                              | كيريباتي                        | لاتفيا                                             |
| --------------------------------------------------------- | ------------------------------- | -------------------------------------------------- |
| المساحة (كم2)                                             | 811                             | 64.59 ألف                                          |
| عدد السكان (نسمة)                                         | 116.40 ألف                      | 1.93 مليون                                         |
| الكثافة السكانية (ن./كم²)                                 | 14.35 ألف                       | 29.88                                              |
| العاصمة                                                   | جنوب تاراوا                     | ريغا                                               |
| اللغة الرسمية                                             | لغة إنجليزية، اللغة الكيريباتية | اللغة اللاتفية                                     |
| العملة                                                    | دولار كريباتي، دولار أسترالي    | يورو، لاتس لاتفي، الروبل اللاتفي ‏، الروبل اللاتفي ‏ |
| الناتج المحلي الإجمالي (بليون دولار)                      | 196.15 مليون                    | 30.26 مليار                                        |
| الناتج المحلي الإجمالي (تعادل القوة الشرائية) بليون دولار | 224.26 مليون                    | 49.24 مليار                                        |
| الناتج المحلي الإجمالي الاسمي للفرد دولار أمريكي          | 1.42 ألف                        | 14.06 ألف                                          |
| الناتج المحلي الإجمالي للفرد دولار أمريكي                 | 1.81 ألف                        | 23.55 ألف                                          |
| مؤشر التنمية البشرية                                      | 0.590                           | 0.819                                              |
| رمز المكالمات الدولي                                      | +686                            | +371                                               |
| رمز الإنترنت                                              | .ki                             | .lv                                                |
| المنطقة الزمنية                                           |                                 | ت ع م+02:00، ت ع م+03:00، أوروبا/ريغا ‏             |

## منظمات دولية مشتركة
يشترك البلدان في عضوية مجموعة من المنظمات الدولية، منها:
| علم المنظمة | اسم المنظمة                   | تاريخ انضمام كيريباتي | تاريخ انضمام لاتفيا |
| ----------- | ----------------------------- | --------------------- | ------------------- |
|             | منظمة حظر الأسلحة الكيميائية  | ?                     | ?                   |
|             | البنك الدولي للإنشاء والتعمير | 29 سبتمبر 1986        | 11 أغسطس 1992       |
|             | الأمم المتحدة                 | 14 سبتمبر 1999        | 17 سبتمبر 1991      |
|             | يونسكو                        | 24 أكتوبر 1989        | 9 يوليو 1951        |
|             | مؤسسة التنمية الدولية         | 2 أكتوبر 1986         | 11 أغسطس 1992       |
|             | مؤسسة التمويل الدولية         | 2 أكتوبر 1986         | 29 سبتمبر 1993      |
|             | الاتحاد البريدي العالمي       | ?                     | ?                   |
|             | الاتحاد الدولي للاتصالات      | 3 نوفمبر 1986         | 11 ديسمبر 1921      |

## وصلات خارجية
- موقع وزارة الخارجية اللاتفية